# Skiereszewo (gromada)
Skiereszewo – dawna gromada, czyli najmniejsza jednostka podziału terytorialnego Polskiej Rzeczypospolitej Ludowej w latach 1954–1972.
Gromady, z gromadzkimi radami narodowymi (GRN) jako organami władzy najniższego stopnia na wsi, funkcjonowały od reformy reorganizującej administrację wiejską przeprowadzonej jesienią 1954 do momentu ich zniesienia z dniem 1 stycznia 1973, tym samym wypierając organizację gminną w latach 1954–1972.
Gromadę Skiereszewo z siedzibą GRN w Skiereszewie (obecnie są to dwie miejscowości: wieś Skiereszewo i Skiereszewo w granicach Gniezna) utworzono – jako jedną z 8759 gromad na obszarze Polski – w powiecie gnieźnieńskim w woj. poznańskim, na mocy uchwały nr 19/54 WRN w Poznaniu z dnia 5 października 1954. W skład jednostki weszły obszary dotychczasowych gromad Braciszewo, Dalki, Mnichowo, Piekary, Pustachowa i Skiereszewo ze zniesionej gminy Gniezno w tymże powiecie. Dla gromady ustalono 14 członków gromadzkiej rady narodowej.
1 stycznia 1962 do gromady Skiereszewo włączono obszary zniesionych gromad Goślinowo (bez miejscowości Brody, Dębowiec, Gołaźnia, Róża, Strzyżewo Kościelne i Wełnica) i Zdziechowa (bez miejscowości Bojanice) oraz miejscowość Modliszewko z gromady Mieleszyn w tymże powiecie; równocześnie przeniesiono siedzibę GRN ze Skiereszewa do Gniezna, pozostawiając nazwę gromady bez zmian.
30 czerwca 1963 z gromady Skiereszewo wyłączono serie parceli z obrębów katastralnych Winiary-Wieś i Winiary-Folwark, włączając je do miasta Gniezna w tymże województwie.
Gromada przetrwała do końca 1972 roku, czyli do kolejnej reformy gminnej.